# Coelogyne gongshanensis
Coelogyne gongshanensis är en orkidéart som beskrevs av Hen Li och Sing Chi Chen.
Coelogyne gongshanensis ingår i släktet Coelogyne och familjen orkidéer. Inga underarter finns listade i Catalogue of Life.